# 山迪·艾爾康塔拉
山迪·艾爾康塔拉·蒙泰羅（西班牙語：Sandy Alcántara Montero，1995年9月7日—），為美國職棒大聯盟的投手，目前效力於邁阿密馬林魚。他先前曾效力過聖路易紅雀。

## 職業生涯

### 聖路易紅雀

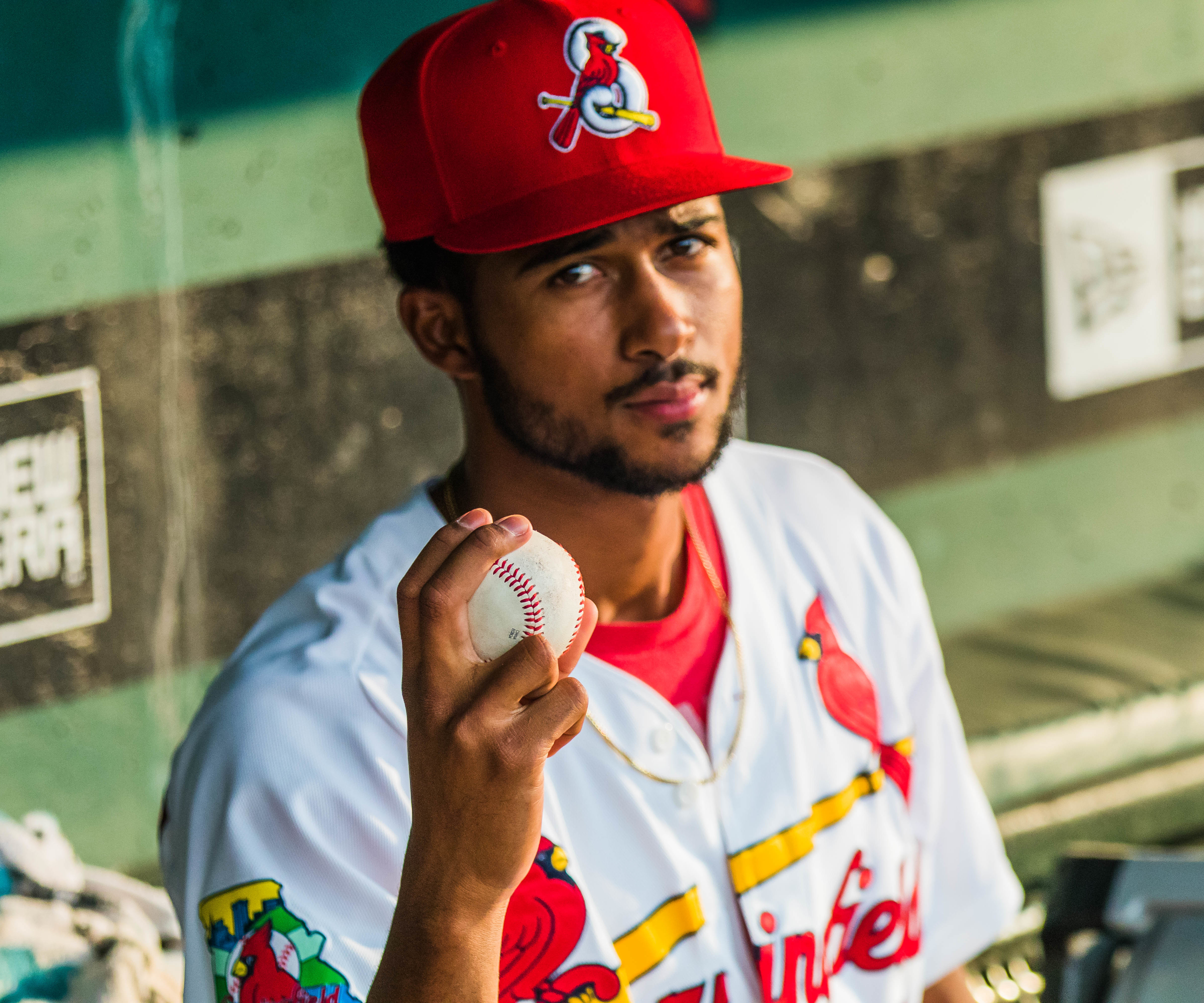
2017年的艾爾康塔拉

2013年7月，年僅17歲的艾爾康塔拉加盟紅雀。他從2014年開啟小聯盟生涯，並在2016年7月升上1A。
2017年，艾爾康塔拉升上2A。他在2A拿下7勝5敗，防禦率4.31的成績，並在9月擴編登上大聯盟。

### 邁阿密馬林魚

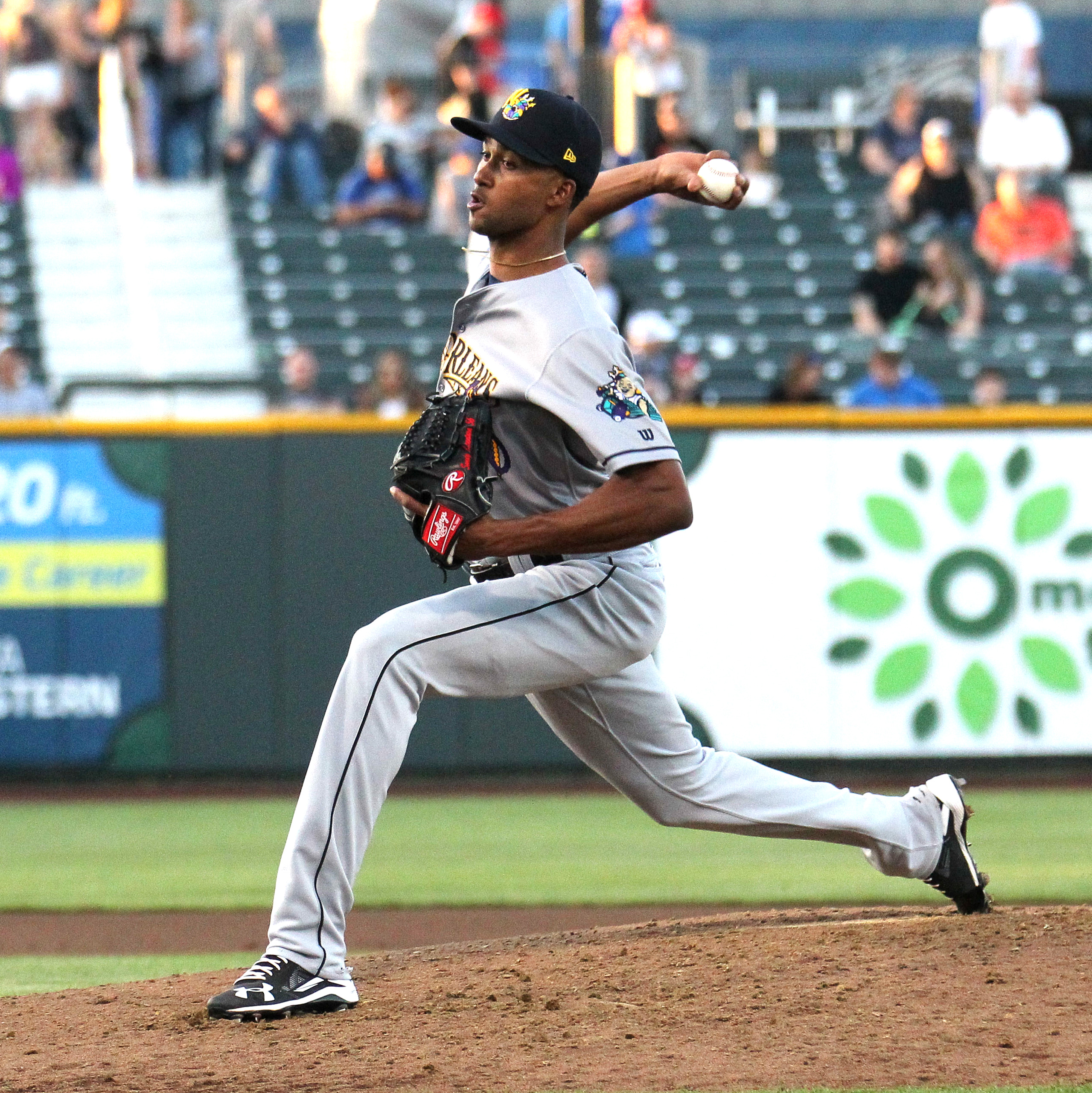
2018年的艾爾康塔拉

2017年12月14日，紅雀將艾爾康塔拉、薩克·賈倫、Magneuris Sierra和Daniel Castano交易到馬林魚，換來馬歇爾·歐祖納。
2018年6月29日，艾爾康塔拉完成在馬林魚的初登板，他先發主投5局失1分拿下勝投。2019年5月19日，他投出生涯首次完封勝。這年他成為馬林魚全隊唯一一位入選明星賽的選手。整季他拿下6勝14敗，防禦率3.88。雖然他完封勝的次數為國聯最多，但吞下14敗也是國聯最多。
2020年，艾爾康塔拉拿下3勝2敗，防禦率3.00。2021年11月28日，馬林魚和艾爾康塔拉簽下5600萬美元的延長合約。
2022年，艾爾康塔拉憑藉著14勝9敗，防禦率2.26優異成績以及全聯盟最多的6場完投勝，全票獲選為此年度國聯賽揚獎得主。

## 投球風格
艾爾康塔拉的速球均速在93-98英里之間，最快可來到100英里。他最常使用四縫線速球和伸卡球，第二球種是變速球，均速落在89英里。另外他還有均速86英里的滑球和均速82英里的曲球。

## 外部連結
- 球員資訊和成績在MLB ，ESPN ，Retrosheet ，Baseball Reference ，Baseball Reference (Minors) ，Fangraphs ，The Baseball Cube ，Baseball Almanac （英文）